# Zlatka Radica
Zlatka Radica (Split, 31. kolovoza 1904. – Split, 29. kolovoza 1990.), hrvatska operna pjevačica.
Debitirala je 1922. godine u Splitu, zatim studirala pjevanje u Beču i Milanu. Bila je operetna i operna prvakinja u Splitu. Gostovala je u zemlji i inozemstvu (Berlin, Dresden), a najuspješnije su joj uloge Violetta (Traviata), Santuzza (Cavalleria rusticana), Manon, Mala Floramye.